# Bretteville-sur-Odon
Pour les articles homonymes, voir Bretteville.
Bretteville-sur-Odon est une commune française, située dans le département du Calvados en région Normandie, peuplée de 4 392 habitants.

## Géographie

### Localisation
La commune est en plaine de Caen, aux portes du Bessin, limitrophe au sud-ouest de Caen. Situé sur l'axe Caen - Villers-Bocage, son centre est à 5,5 km du centre-ville du chef-lieu de département et à 20 km au nord-est de Villers-Bocage.

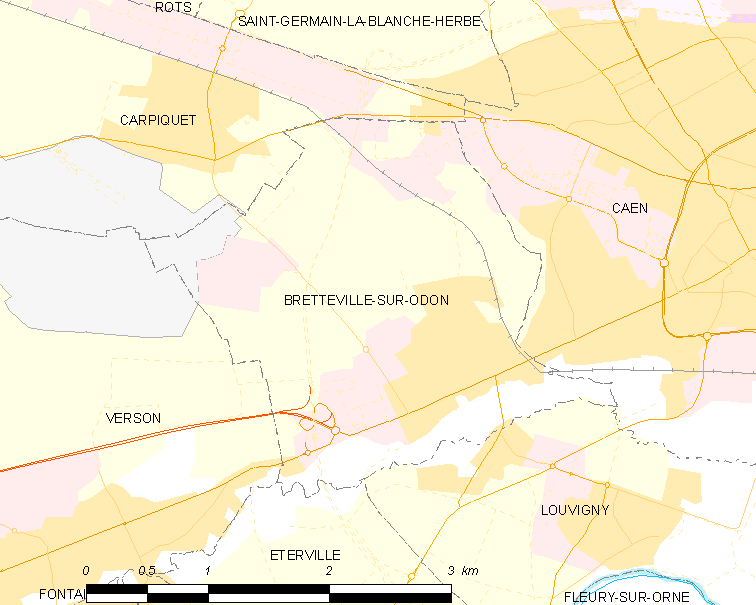
Carte de la commune.

| Carpiquet | Carpiquet            | Caen     |
| Verson    | Bretteville-sur-Odon | Caen     |
| Verson    | Éterville, Louvigny  | Louvigny |

### Géologie et relief
Le point culminant (70/72 m) se situe en limite ouest, près du quartier Kœnig. Le point le plus bas (5 m) correspond à la sortie de l'Odon du territoire, au sud-est.

### Hydrographie
La commune est située dans le bassin Seine-Normandie. Elle est drainée par l'Odon, le cours d'eau 01 de la Prairie Commune et un autre petit cours d'eau,.
L'Odon, d'une longueur de 47 km, prend sa source dans la commune des Monts d'Aunay et se jette  dans l'Orne à Fleury-sur-Orne, après avoir traversé 20 communes. 

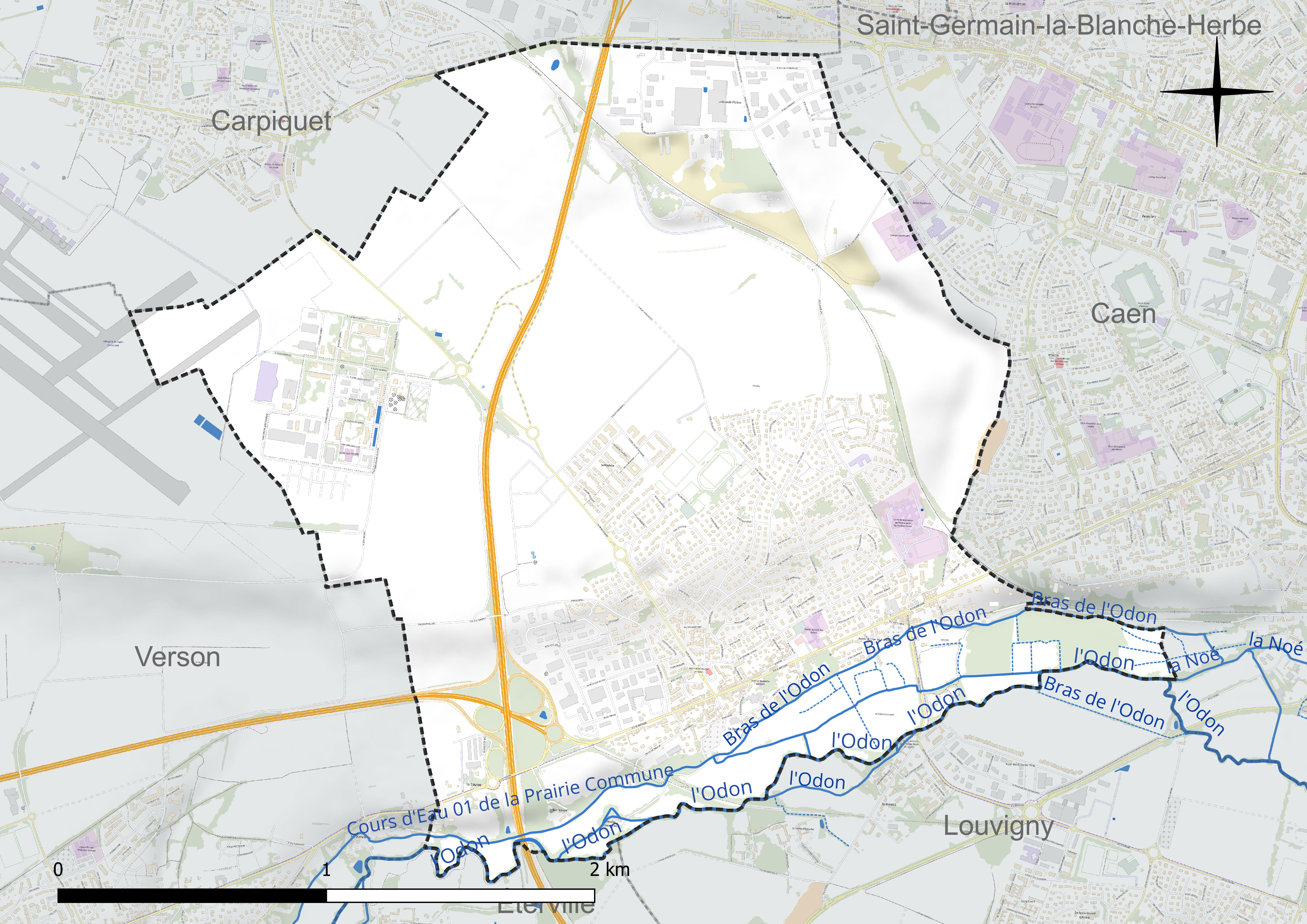
Réseau hydrographique de Bretteville-sur-Odon.

### Climat
Pour des articles plus généraux, voir Climat de la Normandie et Climat du Calvados.
En 2010, le climat de la commune est de type climat océanique altéré, selon une étude du CNRS s'appuyant sur une série de données couvrant la période 1971-2000. En 2020, Météo-France publie une typologie des climats de la France métropolitaine dans laquelle la commune est exposée à un climat océanique et est dans la région climatique Normandie (Cotentin, Orne), caractérisée par une pluviométrie relativement élevée (850 mm/a) et un été frais (15,5 °C) et venté. Parallèlement le GIEC normand, un groupe régional d'experts sur le climat, différencie quant à lui, dans une étude de 2020, trois grands types de climats pour la région Normandie, nuancés à une échelle plus fine par les facteurs géographiques locaux. La commune est, selon ce zonage, exposée à un « climat des plateaux abrités », correspondant à la plaine agricole de Caen à Falaise, sous le vent des collines de Normandie et proche de la mer, se caractérisant par une pluviométrie et des contraintes thermiques modérées.
Pour la période 1971-2000, la température annuelle moyenne est de 10,7 °C, avec  une amplitude thermique annuelle de 12,1 °C. Le cumul annuel moyen de précipitations est de 712 mm, avec 12 jours de précipitations en janvier et 7,6 jours en juillet. Pour la période 1991-2020, la température moyenne annuelle observée sur la station météorologique la plus proche, située sur la commune de Carpiquet à 3 km à vol d'oiseau, est de 11,5 °C et le cumul annuel moyen de précipitations est de 740,3 mm,. Pour l'avenir, les paramètres climatiques de la commune estimés pour 2050 selon différents scénarios d'émission de gaz à effet de serre sont consultables sur un site dédié publié par Météo-France en novembre 2022.

## Urbanisme

### Typologie
Au 1er janvier 2024, Bretteville-sur-Odon est catégorisée ceinture urbaine, selon la nouvelle grille communale de densité à 7 niveaux définie par l'Insee en 2022.
Elle appartient à l'unité urbaine de Caen, une agglomération intra-départementale dont elle est une commune de la banlieue,. Par ailleurs la commune fait partie de l'aire d'attraction de Caen, dont elle est une commune de la couronne,. Cette aire, qui regroupe 296 communes, est catégorisée dans les aires de 200 000 à moins de 700 000 habitants,.

### Occupation des sols
L'occupation des sols de la commune, telle qu'elle ressort de la base de données européenne d'occupation biophysique des sols Corine Land Cover (CLC), est marquée par l'importance des territoires agricoles (50,6 % en 2018), en diminution par rapport à 1990 (65,7 %). La répartition détaillée en 2018 est la suivante : 
terres arables (39,5 %), zones industrielles ou commerciales et réseaux de communication (33 %), zones urbanisées (16,4 %), prairies (11,1 %). L'évolution de l'occupation des sols de la commune et de ses infrastructures peut être observée sur les différentes représentations cartographiques du territoire : la carte de Cassini (XVIIIe siècle), la carte d'état-major (1820-1866) et les cartes ou photos aériennes de l'IGN pour la période actuelle (1950 à aujourd'hui).

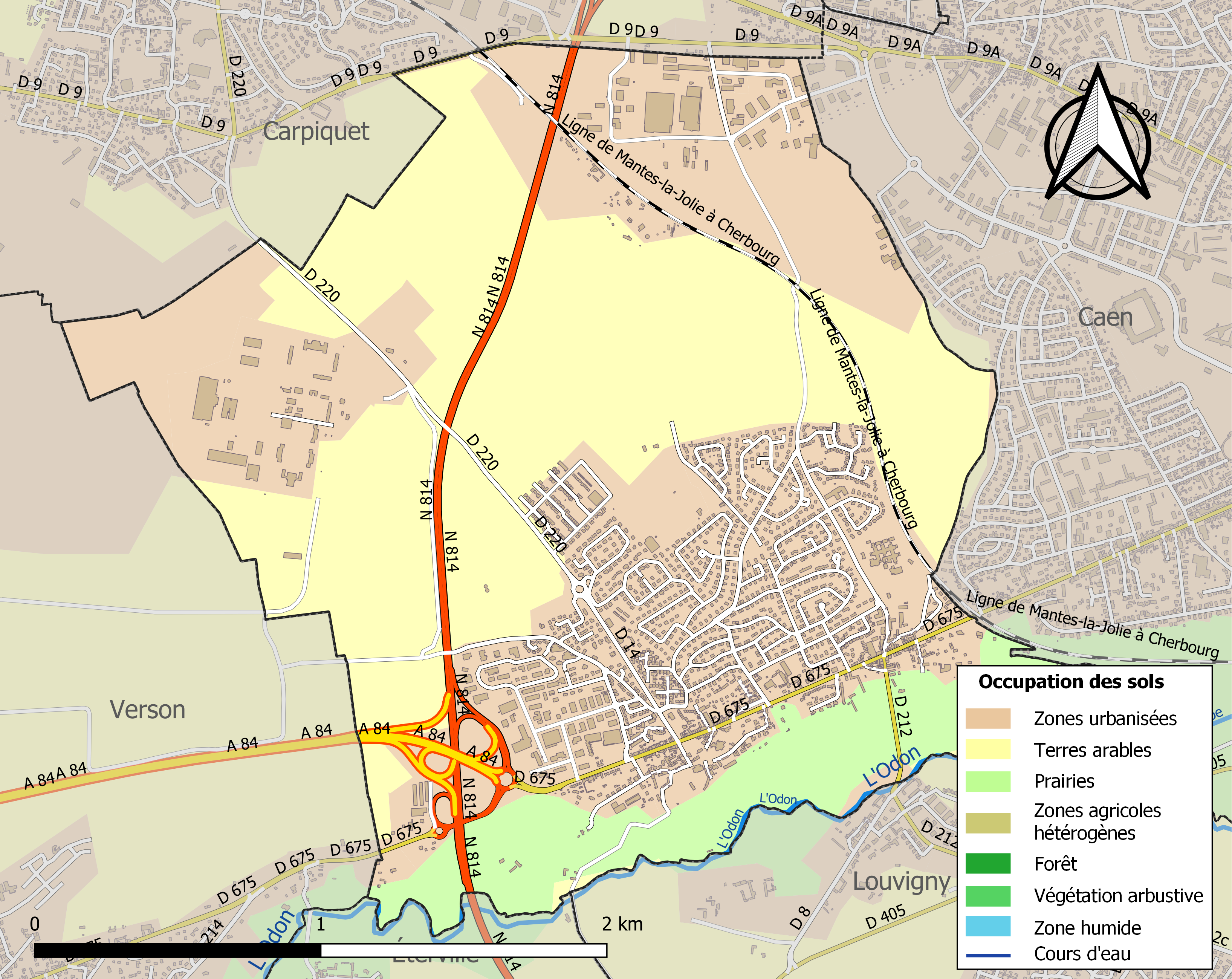
Carte des infrastructures et de l'occupation des sols de la commune en 2018 (CLC).

### Voies de communication et transports
Le territoire est traversé par la route départementale no 675 (ancienne route nationale 175) reliant Caen à Avranches. S'y raccordent la D 14 permettant de joindre Carpiquet au nord-ouest et la D 212 menant à Louvigny au sud-est. L'échangeur n° 9 entre l'A84 (Caen - Rennes), le boulevard périphérique de Caen et la D 675 occupe le sud-ouest du territoire.
La commune est desservie par les lignes 11 (Bretteville l'Enclos <> Cuverville Mairie) et 32 (Tourville sur Odon Val d'Odon <> Caen Tour Leroy) du réseau Twisto.
Les lignes 9 et 32 des bus verts du Calvados ont trois arrêts dans la commune (route de Bretagne).

## Toponymie
Le nom de la localité est attesté sous les formes Brittavillam en 1015, Britavilla vers 1025, Bretevilla Sancti Michaelis en 1161 (charte de Saint-Étienne de Caen), Bretevillam desuper Oudon (Archives du Calvados H 636) et Bretevilla desuper Oudon en 1201 (ch. d'Ardennes, n° 105), Britavilla super Oudonem en 1228 (charte d'Aunay), Bretevilla super Oudon vers 1250 (magni rotuli, p. 176), Breteville sur Oudon en 1365 (biblioth. nat. fouages, 25,902), Bretheville sur Ouldon en 1397 (charte de l'abbaye d'Ardennes, n° 482), Britavilla super Odonem au XIVe siècle, Bretteville sur Ouldonen 1474.
Cette localité s'est parfois appelée Bretevilla Sancti Michaelis (Bretteville-Saint-Michel) en 1015 et en 1161 dans des chartes de l'abbaye de Saint-Étienne de Caen.
Comme tous les Bretteville, ce toponyme normand est formé de l'ancien français bret(e) qui signifie « breton(ne) », mais dans un sens précédant le Moyen Âge, c'est-à-dire originaire de l'actuelle Grande-Bretagne. L'ancien français ville est issu du latin villa, et avait à l'origine le sens de « domaine rural ».
L'Odon limite le sud du territoire communal.
Le gentilé est Brettevillais.

## Histoire
Du début du XIe siècle jusqu'à la Révolution, Bretteville est sous la dépendance de l'abbaye du Mont-Saint-Michel. Le domaine de la Baronnie, dont l'origine est antérieure au Xe siècle, devient en 1015 la propriété de l'abbaye par don de la duchesse Gonnor, femme du duc de Normandie Richard Ier, et donc arrière-grand-mère de Guillaume le Conquérant.
La commune est traversée par la route de Bretagne. Jusqu'au milieu du XXe siècle, la commune se développe autour de deux pôles : un pôle à l'est autour de l'église Notre-Dame et un autre plus à l'ouest, autour du domaine de la Baronnie.

## Politique et administration

### Administration municipale
| Période                                  | Période   | Identité          | Étiquette | Qualité                                    |
| ---------------------------------------- | --------- | ----------------- | --------- | ------------------------------------------ |
| 1945                                     | mars 1971 | Roger Leconte     |           |                                            |
| mars 1971                                | 1984      | Jules Vasseur     |           |                                            |
| 1984                                     | mars 2001 | Jacques Pasquet   |           | Directeur des ressources humaines retraité |
| mars 2001                                | mars 2014 | Pierre Estrade    | DVD       | Ingénieur retraité                         |
| mars 2014                                | En cours  | Patrick Lecaplain | DVD       | Chef d'entreprise retraité                 |
| Les données manquantes sont à compléter. |           |                   |           |                                            |

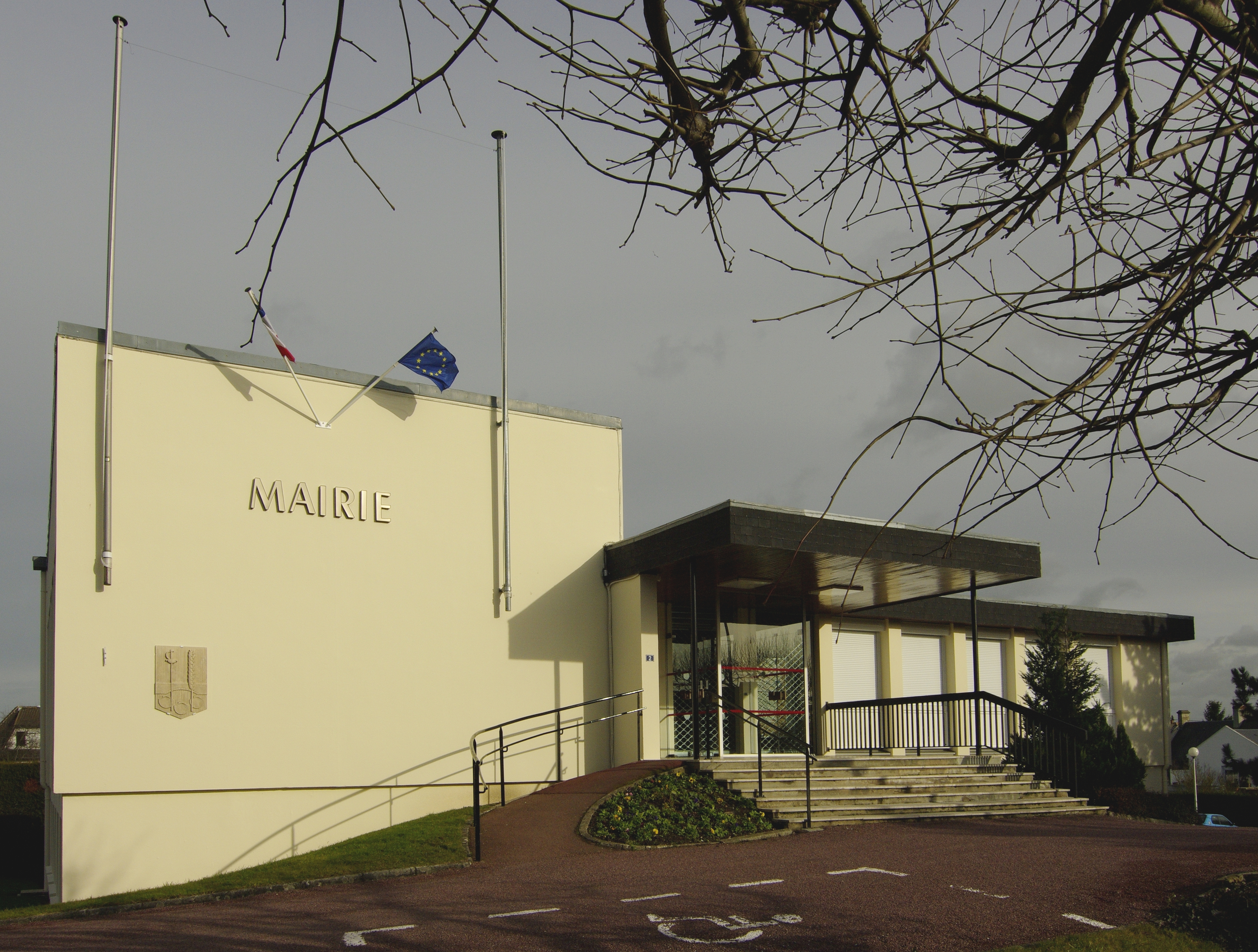
La mairie.

Le conseil municipal est composé de vingt-sept membres dont le maire et huit adjoints.

#### Jumelages
- Woodbury (Royaume-Uni) depuis 1978.
- Glattbach (Allemagne) depuis 1987.
- Communauté rurale de Ouonck (Sénégal) depuis 1997.

## Population et société

### Démographie
L'évolution du nombre d'habitants est connue à travers les recensements de la population effectués dans la commune depuis 1793. Pour les communes de moins de 10 000 habitants, une enquête de recensement portant sur toute la population est réalisée tous les cinq ans, les populations de référence des années intermédiaires étant quant à elles estimées par interpolation ou extrapolation. Pour la commune, le premier recensement exhaustif entrant dans le cadre du nouveau dispositif a été réalisé en 2004.
En 2022, la commune comptait 4 392 habitants, en évolution de +16,84 % par rapport à 2016 (Calvados : +1,58 %, France hors Mayotte : +2,11 %).
| 1793 | 1800 | 1806 | 1821 | 1831 | 1836 | 1841 | 1846 | 1851 |
| ---- | ---- | ---- | ---- | ---- | ---- | ---- | ---- | ---- |
| 544  | 559  | 618  | 752  | 756  | 801  | 804  | 784  | 803  |

| 1856 | 1861 | 1866 | 1872 | 1876 | 1881 | 1886 | 1891 | 1896 |
| ---- | ---- | ---- | ---- | ---- | ---- | ---- | ---- | ---- |
| 803  | 817  | 795  | 758  | 732  | 737  | 671  | 634  | 682  |

| 1901 | 1906 | 1911 | 1921 | 1926 | 1931 | 1936 | 1946 | 1954  |
| ---- | ---- | ---- | ---- | ---- | ---- | ---- | ---- | ----- |
| 556  | 631  | 651  | 660  | 652  | 755  | 726  | 760  | 1 807 |

| 1962  | 1968  | 1975  | 1982  | 1990  | 1999  | 2004  | 2006  | 2009  |
| ----- | ----- | ----- | ----- | ----- | ----- | ----- | ----- | ----- |
| 1 232 | 2 182 | 2 466 | 3 326 | 3 623 | 3 951 | 4 251 | 4 159 | 4 015 |

| 2014  | 2019  | 2022  | - | - | - | - | - | - |
| ----- | ----- | ----- | - | - | - | - | - | - |
| 3 889 | 4 005 | 4 392 | - | - | - | - | - | - |

### Sports et loisirs
Le club Loisirs et Culture de Bretteville-sur-Odon (LCBO) fait évoluer deux équipes de football en ligue de Basse-Normandie et une troisième équipe en division de district.
Un club de tir sportif a été ouvert en septembre 2015 pour du tir à 10, 25 et 50 mètres.
Le LC Bretteville-sur-Odon Athlé, comptant près de 150 licenciés femmes et hommes de toutes catégories d'âge, pratique toutes les disciplines de l'athlétisme en compétition et loisir. Il organise une course nature de 10 km sur les communes de Bretteville-sur-Odon, Louvigny et Éterville, ainsi qu'un cross sur la commune de Tilly-sur-Seulles, qui fut support des championnats du Calvados 2022 de cross long, et des championnats de Normandie 2023 de cross court.

## Économie

### Entreprises et commerces
Installé dans un grand champ en 1989, la commune reçoit le parc d'attractions Festyland, sur le thème normand.

## Culture locale et patrimoine

### Lieux et monuments
- Le Centre de ressource de l'ouïe et de la parole (CROP), ce collège privé, adapté et spécialisé pour les jeunes sourds fut construit en 1984 par la fondation de Pierre-François Jamet. Depuis la loi qui interdit de "mélanger" les handicapés auditifs et les personnes ayant des troubles mentaux, le centre hospitalier spécialisé du Bon-Sauveur de Caen qui était un ancien couvent fut transformé en hôpital psychiatrique. La création du collège pour les jeunes sourds à Bretteville-sur-Odon est une conséquence de cette décision afin de normaliser la séparation des sourds et les personnes ayant des maladies psychiatriques.
- Le 18e régiment de transmissions, basé depuis 2003 dans le quartier Kœnig, fermé depuis 2010[39]. Le site est désormais une zone d'activité.
- Le domaine de la Baronnie. Les vestiges de la porterie, le logis des moines, la grange dîmière, les vestiges de l'ancienne église paroissiale Saint-Pierre sont classés au titre des monuments historiques depuis le 15 mars 1993, les façades et toitures des deux bâtiments agricoles inscrits depuis 26 avril 1990[40].
- La ferme de Than (ou du Vieux Clocher) implantée à la place d'un ancien manoir du XVe siècle qui fait l'objet d'une inscription au titre des monuments historiques depuis le 10 novembre 2004[41]. L'ensemble des bâtiments remonte en grande partie au XVIIe siècle. À l'ouest du passage d'entrée, présence d'une grange. Le logis principal occupe toute la partie orientale, et a conservé son jardin d'agrément. Un second logis occupe le sud de la cour, la lucarne centrale portant la date de 1830. La ferme comprend également d'anciennes écuries, à usage partiel de laiterie, un pigeonnier, une grange, des remises, des clapiers et un four à pain. L'ensemble a été complètement rénové et transformé en résidence d'habitations privées.
- Le calvaire sur la Route de Bretagne.
- Le clocher de l'ancienne église Notre-Dame construit au XIVe siècle, inscrit au titre des Monuments historiques depuis le 16 mai 1927[42].
- L'église Notre-Dame-de-Bon-Secours (1960, reconstruction) au clocher très élancé.
- Le parc d'attractions Festyland depuis 1989.

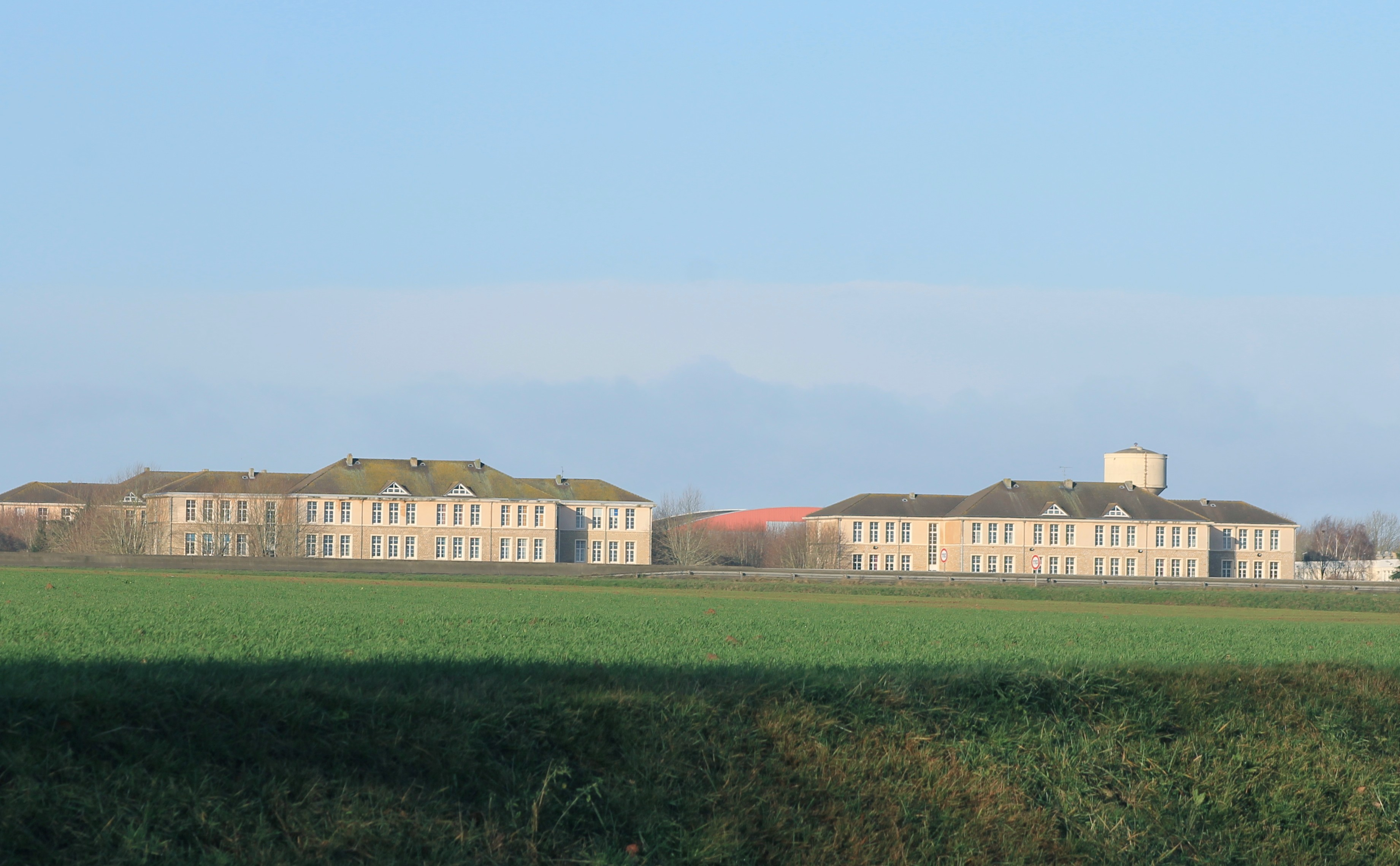
Le quartier Kœnig.
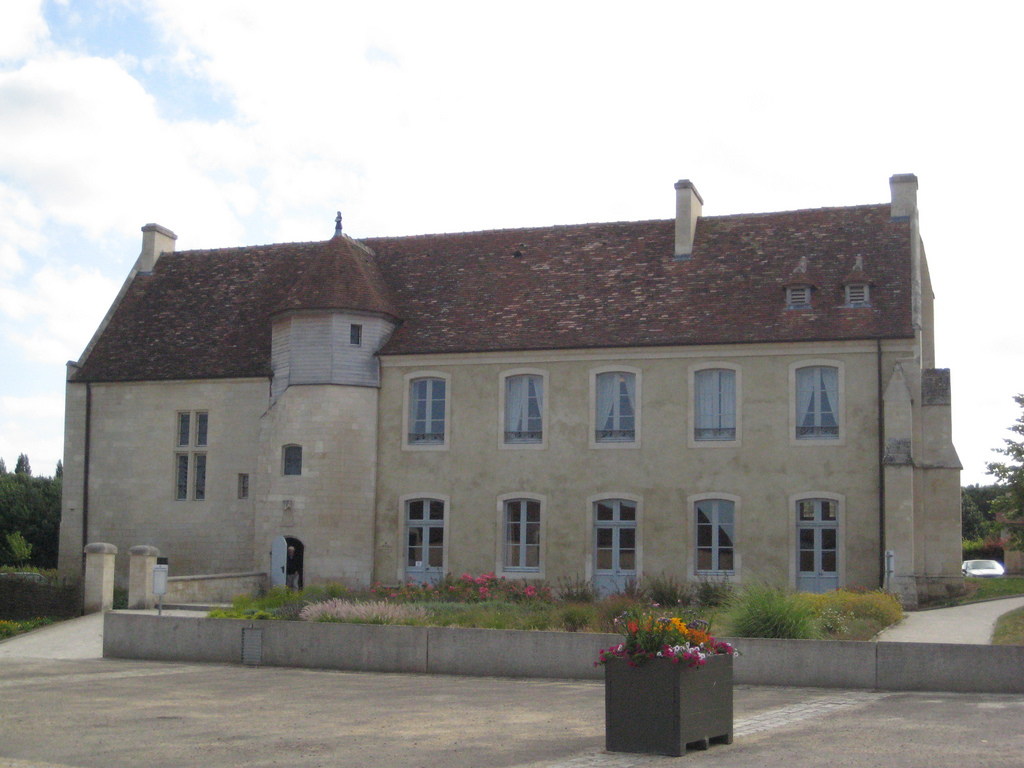
Le manoir du domaine de la Baronnie.
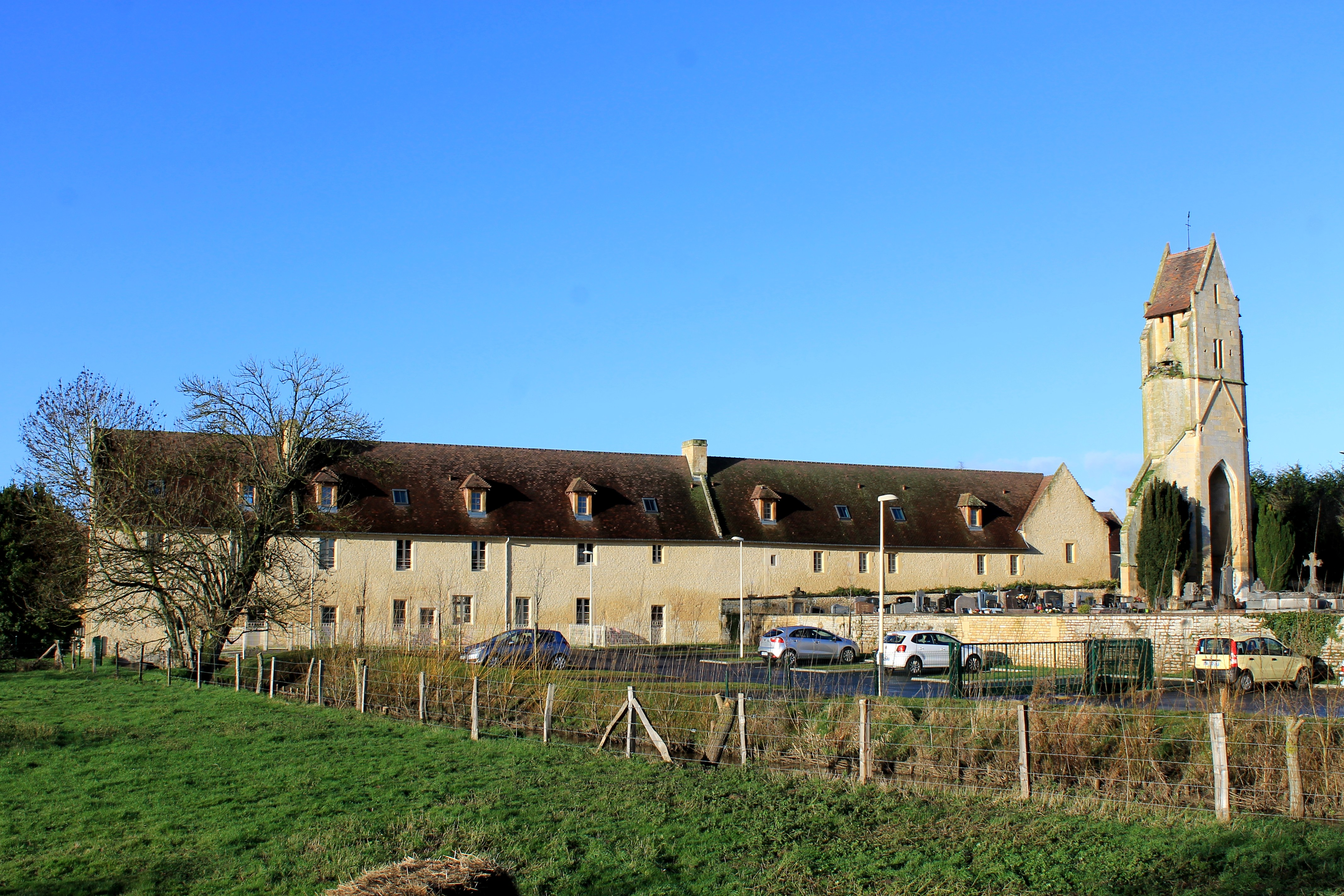
La ferme du Vieux Clocher.
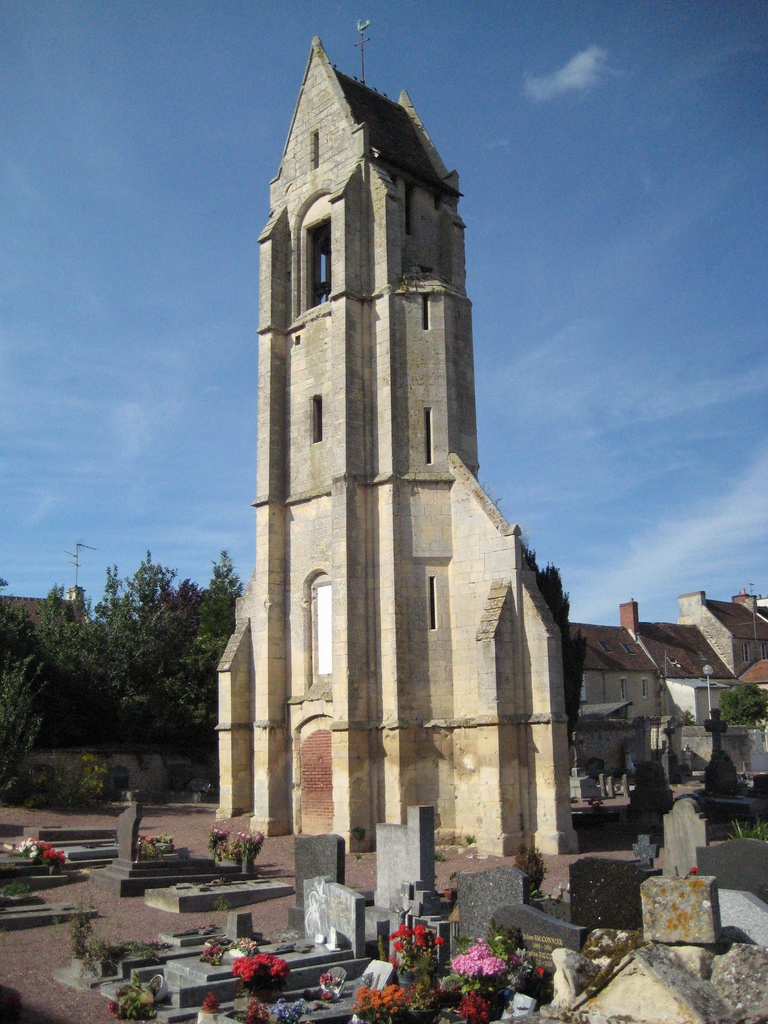
Le clocher de Notre-Dame.
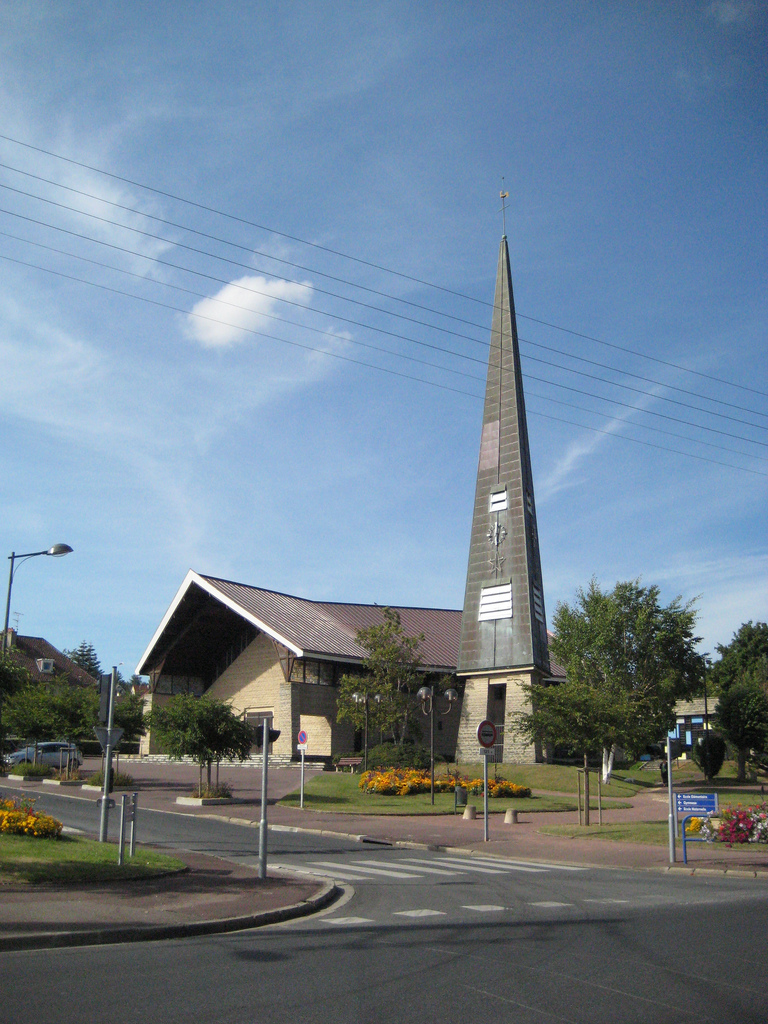
L'église Notre-Dame-de-Bon-Secours.

### Personnalités liées à la commune
- Jack Mutel (1935-2016), artiste-peintre, présenté en permanence au musée Charles-Léandre à Condé-sur-Noireau.

### Héraldique
| Armes de Bretteville-sur-Odon | Les armes de la commune de Bretteville-sur-Odon se blasonnent ainsi : De gueules au pont d'une arche de sable mouvant des flancs, l'arche empierrée d'argent, soutenu de trois coquilles d'argent, ordonnées 2 et 1, à l'épée basse de bretteur à dextre et à l'épi de blé tigé à senestre, les deux d'or, posés en pal et brochant sur le tout. |